# 글로벌 마케팅
글로벌 마케팅(global marketing)은 "글로벌 목표를 달성하기 위해 글로벌 운영상의 차이점, 유사성 및 기회를 조정하거나 취하는 세계적인 규모의 마케팅"으로 정의된다.
글로벌 마케팅은 또한 지역, 국가 및 국제적으로 고객에게 제품, 솔루션 및 서비스를 마케팅하는 일반 비즈니스 관리 분야의 연구 분야이다.
국제 마케팅(international marketing)은 해외 회사 또는 국경을 넘어 둘 이상의 국가에서 마케팅 원칙을 적용하는 것이다. 이 마케팅은 회사의 제품을 다른 지역으로 수출하거나 국내의 다른 회사와 합작 투자를 통해 진입하거나 해당 국가에 대한 외국인 직접 투자를 통해 이루어진다. 국가별 마케팅 믹스 개발을 위해서는 국제 마케팅이 필요하다. 국제 마케팅에는 기존 마케팅 전략, 수출을 위한 믹스 및 도구, 현지화와 같은 관계 전략, 현지 제품 제공, 가격 책정, 맞춤형 판촉을 통한 생산 및 유통, 제안, 웹 사이트, 소셜 미디어 및 리더십의 사용이 포함된다.
국제화 및 국제 마케팅은 회사의 가치가 "수출되고 규모와 범위의 경제에서 회사 간 및 회사 학습, 최적화 및 효율성이 있을 때"에 존재한다.
진화 국제 시장은 거래 기술, 표준 및 관행의 변화로 인해 변화했다. 이러한 변화는 첨단 기술과 국제 무역에 관련된 회사 및 조직 간의 진화하는 경제적 관계에 의해 강화되고 유지되었다. 국제 마케팅 무역에 대한 전통적인 자민족 중심적 개념적 관점은 시장에 대한 세계적 관점에 의해 상쇄되었다.

## 같이 보기
- 광고
- 세계화
- 마케팅
- 국가 브랜드